# Мајстор за репутације
„Мајстор за репутације” (енгл. The Repairer of Reputations) је приповетка коју је Роберт В. Чејмберс објавио у збирци Краљ у жутом 1895. године. Прича је пример Чејмберсове хорор фикције и једна је од прича у збирци која садржи мотив Жутог знака и Краља у жутом.

## Радња
Радња се одвија у Њујорку 1920. године, 25 година након објављивања приче. Испричана је из перспективе Хилдреда Кастења, човека чија се личност драстично мења након повреде главе задобијене падом са коња. Након тога је упућен у менталну болницу код доктора Арчера. Због своје несреће, Хилдред је одличан пример непоузданог приповедача.
Како наводи Хилдред, Сједињене Државе су очигледно напредовале у међувремену, значајно унапредивши своју инфраструктуру. Успон нове аристократске елите у Сједињеним Државама донео је законе који смањују утицај и имиграцију оних који се сматрају странцима, укључујући искључивање свих Јевреја рођених у иностранству и успостављање државе за оне афричког порекла. Даља присилна асимилација домородачког становништва такође је спроведена налик на употребу Козака у војсци (Чејмберс негира у којој мери ово „решава” „индијански проблем” тако што је приметио и постављање статуе Филипа Шеридана на коњу). Самоубиство је легализовано и постало је опште и лако доступно у новооснованим владиним „Смртоносним дворанама” које се брзо шире у сваком већем и мањем граду.
Док се још опоравља од несреће, Хилдред почиње да чита Краља у жутом, универзално цензурисану драму која га дубоко узнемирава. Некада богати дилетант и љубазан помодар, након несреће Хилдред постаје ексцентрични самотњак који своје дане проводи прегледавајући старе књиге и мапе и дружећи се са ексцентричнијим човеком, господином Вајлдом, „мајстором за репутације”.
Вајлд тврди да је архитекта огромне завере која користи, између осталог, уцене да утиче и командује моћним људима чију је репутацију завера спасила од скандала. Хилдред замишља да ће, уз Вајлдову помоћ, постати наследник „Последњег краља” из „Империјалне династије Америке”, за коју Вајлд тврди да потиче из изгубљеног краљевства међу далеким звездама Хијада. Међутим, Хилдред сматра да се његов рођак Луј налази испред њега у наследном реду. Стога, он планира да примора Луја да абдицира своје право на престо, прихвати изгнанство и никада се не ожени.
Луј, схватајући да је Хилдред још увек ментално болестан, у шали пристаје да одбаци своје право на престо, али постаје љут када Хилдред инсистира да Луј не може да се ожени својом вереницом, Констанс Хоберк. Луј је шокиран Хилдредом тврдњом да је убио доктора Арчера и Констанс. Када Хилдред отрчи назад у стан господина Вајлда, на његовим мрачним вратима настаје збрка: Вајлдова мачка изјури док Хилдред покушава да уђе, Хилдредов „дугачки нож је полетео”, а затим се чује мачкино „бауљање и тумбање у мраку… а… господин Вајлд је лежао на поду са раздераним грлом”. Хилдредови планови освајања Сједињених Држава уз помоћ Вајлдове завере су уништени. Полиција стиже и Хилдред види Констанс како плаче док га одвлаче. Остаје двосмислено је да ли је Хилдред заиста починио било каква убиства.
Прича се завршава напоменом да је Хилдред преминуо у Азилу за поремећене криминалце.

## Ликови
- Хилдред Кастењ: Протагониста и приповедач, Хилдредов лик се много променио након што је задобио повреду главе и прочитао Краља у жутом током свог опоравка. Хилдред проводи велики део свог времена прегледавајући старе књиге; он никада не помиње посао и чини се да је релативно богат. Хилдред је класичан пример непоузданог приповедача, јер често коментарише да изгледа као да му се други људи шале или да ствари које он сматра веома важним третирају као небитне или непостојеће.
- Луј Кастењ: Хилдредов рођак, војни официр. Луј не дели интелектуализам или амбицију свог рођака, и углавном је фокусиран на своју љубав према Хоберковој ћерки, Констанс. Луј је ужаснут када открије да је Хилдред читао Краља у жутом, али чини се да се труди да повлађује Хилдредовој ексцентричности и чудном понашању.
- Хоберк: Оружар, Хоберк кроји и поправља античке делове оклопа у малој радњи испод стана господина Вајлда. Кастењ и господин Вајлд верују да је Хоберк тајно прогнани маркиз од Ејвоншира (измишљени округ у Енглеској). Хоберк је приметно потресен када Кастењ направи ту импликацију у разговору. Хоберково име вероватно потиче од речи „хауберк”, што значи верижна кошуља.
- Констанс Хоберк: Хоберкова ћерка, вереница Луја Кастења.
- Господин Вајлд: Бизаран и ексцентричан, господин Вајлд живи у прљавој канцеларији изнад Хоберкове радње, где пред вратима држи знак „Мајстор за репутације”. Господин Вајлд је деформисан (вероватно микроцефаличан) и осакаћен; изгубио је уши и неколико прстију. Он држи опаку дивљу мачку коју обично провоцира да га нападне. Иако је његов здрав разум упитан, приповедач Вајлда третира као генија који је попут живе библиотеке вредних информација и верује да држи моћне људе под својом контролом.

## Природа дела
Чејмберс је у овом делу креирао рану верзију онога што је од тада названо „анти-прича”. Ово је врста писања фикције у којој је једно (или више) основних правила приповедања приповетке на неки начин прекршено, што често доводи до онога што би већина читалаца сматрала „експерименталном књижевношћу”. У случају „Мајстора за репутације”, Чејмберс само што не позове читаоца да посумња у сваки детаљ који непоуздани приповедач износи. Чејмберс нарушава основни споразум између аутора и читаоца одбијајући да исприча нешто што је и занимљиво и истинито (чак и имајући у виду „суспензију неверице” која се захтева од фикције). Он то јасно ставља до знања у причи када Хилдред ставља своју дијадему и описује је као да је направљена од „најчистијег злата” да би је Луј убрзо потом назвао „месинганом круном”; исто тако, оно што Хилдред назива „челични сеф” Луј види као „кутију за кекс”.

## Пријем
Дејвид Г. Хартвел је описао „Мајстора за репутације” као „изузетно достигнуће” и „ужасавајућу причу која је такође софистицирано, авангардно дело научне фантастике”.